# Cronologia da pandemia de COVID-19 em abril de 2022
Este artigo documenta a cronologia e epidemiologia do vírus SARS-CoV-2 em abril de 2022, o vírus que causa a COVID-19 e é responsável pela pandemia de COVID-19. Os primeiros casos humanos da COVID-19 foram identificados em Wuhan, China, em dezembro de 2019.

## Cronologia

### 1 de abril
- O Canadá registrou 7.544 novos casos, elevando o total para 3.492.916.[1]
- A Malásia registrou 17.416 novos casos, elevando o total para 4.219.395. Foram 17.321 recuperações, elevando o total para 3.977.403. Houve 30 mortes, elevando o número de mortos para 35.013.[2]
- A Nova Zelândia registrou 13.524 novos casos, elevando o total para 672.712. Foram 15.911 recuperações, elevando o total para 572.912. Houve 15 mortes, elevando o número de mortos para 355. Foram 99.486 casos ativos (308 na fronteira e 99.178 na comunidade).[3]
- Singapura registrou 5.010 novos casos, elevando o total para 1.101.438. Duas novas mortes foram relatadas, elevando o número de mortos para 1.270.[4]

### 2 de abril
- A Malásia registrou 14.692 novos casos, elevando o total para 4.234.087. Foram 20.383 recuperações, elevando o total para 3.997.786. Houve 56 mortes, elevando o número de mortos para 35.069.[5]
- Nauru relatou seus dois primeiros casos de COVID-19. [6]
- A Nova Zelândia registrou 11.634 novos casos, elevando o total para 684.374. Foram 14.215 recuperações, elevando o total para 587.127. Houve 16 mortes, elevando o número de mortos para 330. Foram 96.917 casos ativos (164 na fronteira e 96.753 na comunidade).[7]
- Singapura registrou 4.563 novos casos, elevando o total para 1.106.001. Duas novas mortes foram relatadas, elevando o número de mortos para 1.272.[8]

### 3 de abril
- A Malásia registrou 12.380 novos casos, elevando o total para 4.246.467. Foram 20.635 recuperações, elevando o total para 4.018.421. Houve 30 mortes, elevando o número de mortos para 35.099.[9]
- A Nova Zelândia registrou 8.841 novos casos, elevando o número total de casos para 693.215. 10.664 se recuperaram, elevando o total para 597.791. 20 mortes foram relatadas, elevando o número de mortos para 396. Foram 95.078 casos ativos (306 na fronteira e 94.772 na comunidade).[10]
- Singapura registrou 3.743 novos casos, elevando o total para 1.109.744. Quatro novas mortes foram relatadas, elevando o número de mortos para 1.276.[11]
- A Coreia do Sul registrou 234.301 novos casos diários, elevando o total para 13.874.376.
- O Vietnã registrou 59.730 novos casos diários, elevando o total para 7.810.433.

### 4 de abril
- O Brasil ultrapassou 30 milhões de casos de COVID-19. [12]
- O Canadá registrou 11.102 novos casos, elevando o total para 3.510.848.[13]
- A França ultrapassou 26 milhões de casos de COVID-19. [12]
- A Malásia registrou 10.002 novos casos, elevando o total para 4.256.469. Foram 23.302 recuperações, elevando o total para 4.041.723. Houve 28 mortes, elevando o número de mortos para 35.127.[14]
- A Nova Zelândia registrou 10.238 novos casos, elevando o número total de casos para 703.467. Foram 12.524 recuperações, elevando o total para 610.315. Houve 13 mortes, elevando o número de mortos para 405. Foram 92.789 casos ativos (290 na fronteira e 92.499 na comunidade).[15]
- Singapura registrou 3.334 novos casos, elevando o total para 1.113.078. Sete novas mortes foram relatadas, elevando o número de mortos para 1.283.[16]
- A Coreia do Sul registrou 127.190 novos casos diários, superando 14 milhões de casos relativos, elevando o total para 14.001.406.[17]
- A Tailândia registrou 24.892 novos casos, elevando o total para 3.736.487. 97 mortes foram relatadas, elevando o número de mortos para 25.512. [12]

### 5 de abril
Relatório Semanal da OMS:
- A Malásia registrou 12.017 novos casos, elevando o total para 4.268.486. Foram 20.431 recuperações, elevando o total para 4.062.154. Houve 33 mortes, elevando o número de mortos para 35.160.[19]
- A Nova Zelândia registrou 14.168 novos casos, elevando o total para 717.650. Foram 17.189 recuperações, elevando o total para 627.504. 23 mortes foram relatadas, elevando o número de mortos para 428. Foram 89.760 casos ativos (293 na fronteira e 89.467 na comunidade).[20]
- Singapura registrou 6.341 novos casos, elevando o total para 1.119.419. Uma nova morte foi relatada, elevando o número de mortos para 1.284.[21]

### 6 de abril
- O Canadá registrou 7.563 novos casos, elevando o total para 3.535.392.[22]
- A Alemanha registrou 214.985 novos casos diários, superando o total de 22 milhões de casos relativos, elevando o total para 22.064.059.[23]
- A Itália registrou 69.278 novos casos, ultrapassando 15 milhões de casos relativos e elevando o total para 15.035.943. Além disso, 150 novas mortes foram relatadas, elevando o número de mortos para 160.973.[24]
- A Malásia registrou 12.105 novos casos, elevando o total para 4.280.591. Foram 21.029 recuperações, elevando o total para 4.083.183. Houve 32 mortes, elevando o número de mortos para 35.192.[25]
- A Nova Zelândia registrou 12.618 novos casos, elevando o total para 730.285. Foram 15.974 recuperações, elevando o total para 643.478. Houve 18 mortes, elevando o número de mortos para 443. Foram 86.403 casos ativos (288 na fronteira e 86.115 na comunidade).[26]
- Singapura registrou 4.467 novos casos, elevando o total para 1.123.886. Três novas mortes foram relatadas, elevando o número de mortos para 1.287.[27]
- O Reino Unido detectou uma nova variante COVID-19 Omicron, apelidada de "Omicron XE". Esta variante é ainda mais contagiosa do que a variante Omicron original e a subvariante BA.2.[28]

### 7 de abril
- O Canadá registrou 17.407 novos casos, elevando o total para 3.552.283.[29]
- A Malásia registrou 11.994 novos casos, elevando o total para 4.292.585. Foram 16.603 recuperações, elevando o total para 4.099.786. Houve 36 mortes, elevando o número de mortos para 35.228.[30]
- A Nova Zelândia registrou 11.685 novos casos, elevando o total para 741.987. Foram 15.284 recuperações, elevando o total para 658.762. Houve 22 mortes, elevando o número de mortos para 456. Foram 82.799 casos ativos (299 na fronteira e 82.500 na comunidade).[31]
- Singapura registrou 4.269 novos casos, elevando o total para 1.128.155. Três novas mortes foram relatadas, elevando o número de mortos para 1.290.[32]
- O Vietnã registrou 45.886 novos casos diários e superou 8 milhões de número relativo total de COVID-19, elevando o total para 8.009.165.[33]

### 8 de abril
- O Canadá registrou 8.274 novos casos, elevando o total para 3.560.840.[34]
- A Malásia registrou 14.944 novos casos, elevando o total para 4.307.529. Foram 14.045 recuperações, elevando o total para 4.113.831. Houve 31 mortes, elevando o número de mortos para 35.259.[35]
- A Nova Zelândia registrou 9.975 novos casos, elevando o total para 751.974. Foram 13.531 recuperações, elevando o total para 672.293. Houve nove mortes, elevando o número de mortos para 466. Foram 79.258 casos ativos (317 na fronteira e 78.941 na comunidade).[36]
- Singapura registrou 4.014 novos casos, elevando o total para 1.132.169. Sete novas mortes foram relatadas, elevando o número de mortos para 1.297.[37]

### 9 de abril
- A Malásia registrou 10.177 novos casos, elevando o total para 4.317.706. Foram 15.132 recuperações, elevando o total para 4.128.963. Houve 21 mortes, elevando o número de mortos para 35.280.[38]
- A Nova Zelândia registrou 8.557 novos casos, elevando o total para 760.540. Foram 11.632 recuperações, elevando o total para 683.925. Houve dez mortes, elevando o número de mortos para 477. Foram 76.170 casos ativos (304 na fronteira e 75.866 na comunidade).[39]
- Singapura registrou 3.259 novos casos, elevando o total para 1.135.428. Duas novas mortes foram relatadas, elevando o número de mortos para 1.299.[40]
- A Coreia do Sul registrou 185.566 novos casos diários, superando 15 milhões de casos relativos, elevando o total para 14.983.694.[41]

### 10 de abril
- A Malásia registrou 8.112 novos casos, elevando o total para 4.325.818. Foram 15.765 recuperações, elevando o total para 4.144.728. Houve 12 mortes, elevando o número de mortos para 35.292.[42]
- A Nova Zelândia registrou 6.749 novos casos, elevando o total para 767.295. Foram 8.826 recuperações, elevando o total para 692.751. Houve 12 mortes, elevando o número de mortos para 489. Foram 74.087 casos ativos (306 na fronteira e 73.781 na comunidade).[43]
- Singapura registrou 2.573 novos casos, elevando o total para 1.138.001. Duas novas mortes foram relatadas, elevando o número de mortos para 1.301.[44]
- A Coreia do Sul registrou 164.481 novos casos diários, elevando o número para 15.333.670.

### 11 de abril
- O Japão ultrapassou 7 milhões de casos de COVID-19.[45]
- A Malásia registrou 7.739 novos casos, elevando o total para 4.333.557. Foram 19.049 recuperações, elevando o total para 4.163.777. Houve 19 mortes, elevando o número de mortos para 35.311.[46]
- A Nova Zelândia registrou 7.631 novos casos, elevando o total para 774.928. Foram 10.242 recuperações, elevando o total para 702.993. 12 mortes foram relatadas, elevando o número de mortos para 500. Foram 71.466 casos ativos (306 na fronteira e 71.160 na comunidade).[47]
- Singapura registrou 2.568 novos casos, elevando o total para 1.140.569. Duas novas mortes foram relatadas, elevando o número de mortos para 1.303.[48]

### 12 de abril
Relatório Semanal da OMS:
- O Canadá registrou 7.132 novos casos, elevando o total para 3.590.601.[50]
- A Malásia registrou 9.002 novos casos, elevando o total para 4.342.559. Foram 16.986 recuperações, elevando o total para 4.180.763. Houve 30 mortes, elevando o número de mortos para 35.341.[51]
- A Nova Zelândia registrou 11.110 novos casos, elevando o total para 786.058. Foram 14.182 recuperações, elevando o total para 717.175. Houve 14 mortes, elevando o número de mortos para 516. Foram 68.400 casos ativos (310 na fronteira e 68.090 na comunidade).[52]
- Singapura registrou 4.552 novos casos, elevando o total para 1.145.121. Quatro novas mortes foram relatadas, elevando o número de mortos para 1.307.[53]
- O radialista estadunidense Anderson Cooper, que apresentou o programa de transmissão de notícias da CNN Anderson Cooper 360°, testou positivo para a COVID-19.[54]
- A OMS descobriu mais duas subvariantes do SARS-CoV 2 Omicron (chamadas BA.4 e BA.5) e estavam sendo monitoradas.[55]

### 13 de abril
- O Canadá registrou 8.450 novos casos, elevando o total para 3.604.570.[56]
- A Malásia registrou 10.052 novos casos, elevando o total para 4.352.611. Foram 15.893 recuperações, elevando o total para 4.196.656. Houve 22 mortes, elevando o número de mortos para 35.363.[57]
- A Nova Zelândia registrou 9.455 novos casos, elevando o total para 795.606. Foram 12.625 recuperações, elevando o total para 729.800. 14 mortes foram relatadas, elevando o número de mortos para 531. Foram 65.309 casos ativos (320 na fronteira e 64.989 na comunidade).[58]
- Singapura registrou 3.535 novos casos, elevando o total para 1.148.656. Duas novas mortes foram relatadas, elevando o número de mortos para 1.309.[59]
- De acordo com a Universidade Johns Hopkins, o número total de casos de COVID-19 ultrapassou 500 milhões e aproximadamente 450 milhões se recuperaram. O total de mortes por COVID-19 é de 6,2 milhões.[60]

### 14 de abril
- O Canadá registrou 19.215 novos casos, elevando o total para 3.623.785.[61]
- A Malásia registrou 10.413 novos casos, elevando o total para 4.363.024. Foram 13.202 recuperações, elevando o total para 4.209.858. 18 mortes foram relatadas, elevando o número de mortos para 35.381.[62]
- A Nova Zelândia registrou 9.624 novos casos, elevando o total para 805.240. Foram 11.686 recuperações, elevando o total para 741.486. Houve 17 mortes, elevando o número de mortos para 547. Foram 63.240 casos ativos (334 na fronteira e 62.906 na comunidade).[63]
- Singapura registrou 3.521 novos casos, elevando o total para 1.152.177.[64]

### 15 de abril
- A Malásia registrou 9.673 novos casos, elevando o total para 4.372.697. Foram 14.267 recuperações, elevando o total para 4.224.125. Houve 16 mortes, elevando o número de mortos para 35.397.[65]
- A Nova Zelândia registrou 7.826 novos casos, elevando o total para 813.070. Foram 9.971 recuperações, elevando o total para 751.457. Houve 20 mortes, elevando o número de mortos para 566. Foram 61.079 casos ativos (327 na fronteira e 60.752 na comunidade).[66]
- Singapura registrou 3.404 novos casos, elevando o total para 1.155.581. Uma nova morte foi relatada, elevando o número de mortos para 1.310.[67]
- A Coreia do Sul registrou 125.846 novos casos diários, superando 16 milhões de casos relativos, elevando o total para 16.104.869.[68]

### 16 de abril
- A Malásia registrou 9.705 novos casos, elevando o total para 4.382.402. Foram 14.436 recuperações, elevando o total para 4.238.471. Houve 12 mortes, elevando o número de mortos para 35.409.[69]
- A Nova Zelândia registrou 5.810 novos casos, elevando o total para 818.882. Foram 8.568 recuperações, elevando o total para 760.025. Houve nove mortes, elevando o número de mortos para 576. Foram 58.314 casos ativos (363 na fronteira e 57.951 na comunidade).[70]
- Singapura registrou 1.670 novos casos, elevando o total para 1.157.251. Três novas mortes foram relatadas, elevando o número de mortos para 1.313.[71]

### 17 de abril
- A Malásia registrou 6.623 novos casos, elevando o total para 4.389.025. Foram 11.233 recuperações, elevando o total para 4.249.704. Houve 12 mortes, elevando o número de mortos para 35.421.[72]
- A Nova Zelândia registrou 5.985 novos casos, elevando o total para 824.867. Foram registradas 6.756 recuperações, elevando o total para 766.781. 11 mortes foram relatadas, elevando o número de mortos para 586. Foram 57.532 casos ativos (378 na fronteira e 57.154 na comunidade).[73]
- Singapura registrou 3.049 novos casos, elevando o total para 1.160.300. Três novas mortes foram relatadas, elevando o número de mortos para 1.316.[74]

### 18 de abril
- O Canadá registrou 2.295 novos casos, elevando o total para 3.637.710.[75]
- A Malásia registrou 7.140 novos casos, elevando o total para 4.396.165. Foram 14.423 recuperações, elevando o total para 4.264.127. Houve 16 mortes, elevando o número de mortos para 35.437.[76]
- A Nova Zelândia registrou 6.283 novos casos, elevando o total para 831.149. Foram 7.627 recuperações, elevando o total para 774.408. Houve dez mortes, elevando o número de mortos para 597. Foram 56.177 casos ativos (308 na fronteira e 55.869).[77]
- Singapura registrou 2.480 novos casos, elevando o total para 1.162.780.[78]

### 19 de abril
- O Canadá registrou 17.093 novos casos, elevando o total para 3.654.803.[75]
- A Malásia registrou 6.069 novos casos, elevando o total para 4.402.234. Foram 10.619 recuperações, elevando o total para 4.274.746. Houve 12 mortes, elevando o número de mortos para 35.449.[79]
- A Nova Zelândia registrou 8.308 novos casos, elevando o total para 839.455. Foram 11.105 recuperações, elevando o total para 785.513. Seis mortes foram relatadas, elevando o número de mortos para 602. Foram 53.372 casos ativos (309 na fronteira e 53.063 na comunidade).[80]
- Singapura registrou 4.718 novos casos, elevando o total para 1.167.498. Uma nova morte foi relatada, elevando o número de mortos para 1.317.[81]

### 20 de abril
Relatório Semanal da OMS:
- O Canadá registrou 9.707 novos casos, elevando o total para 3.664.699.[83]
- A Malásia registrou 6.968 novos casos, elevando o total para 4.409.202. Foram 8.267 recuperações, elevando o total para 4.283.013. Houve 16 mortes, elevando o número de mortos para 35.465.[84]
- A Nova Zelândia registrou 11.277 novos casos, elevando o total para 850.747. Foram 9.514 recuperações, elevando o total para 795.027. 12 mortes foram relatadas, elevando o número de mortos para 615. Foram 55.138 casos ativos (337 na fronteira e 54.801 na comunidade).[85]
- Singapura registrou 3.472 novos casos, elevando o total para 1.170.970. Duas novas mortes foram relatadas, elevando o número de mortos para 1.319.[86]

### 21 de abril
- O Canadá registrou 19.707 novos casos, elevando o total para 3.684.406.[87]
- A Finlândia ultrapassou 1 milhão de casos de COVID-19.[88]
- A Malásia registrou 5.899 novos casos, elevando o total para 4.415.101. Foram 8.434 recuperações, elevando o total para 4.291.447. Houve 5 mortes, elevando o número de mortos para 35.470.[89]
- A Nova Zelândia registrou 10.360 novos casos, elevando o total para 861.118. Foram 9.631 recuperações, elevando o total para 804.658. Houve 18 mortes, elevando o número de mortos para 633. Foram 55.860 casos ativos (353 na fronteira e 55.507 na comunidade).[90]
- Singapura registrou 3.420 novos casos, elevando o total para 1.174.390. Três novas mortes foram relatadas, elevando o número de mortos para 1.322.[91]

### 22 de abril
- O Canadá registrou 7.757 novos casos, elevando o total para 3.691.763.[92]
- A Alemanha registrou 161.718 novos casos diários, superando 24 milhões de casos relativos, elevando o total para 24.006.254.[93]
- A Itália registrou 73.212 novos casos, superando 16 milhões de casos relativos e elevando o total para 16.008.181. Além disso, 202 novas mortes foram relatadas, elevando o número de mortos para 162.466.[94]
- A Malásia registrou 6.342 novos casos, elevando o total para 4.421.443. Foram 9.111 recuperações, elevando o total para 4.300.558. Houve 12 mortes, elevando o número de mortos para 35.482.[95]
- A Nova Zelândia registrou 9.446 novos casos, elevando o total para 870.591. Foram 7.832 recuperações, elevando o total para 812.490. Houve dez novas mortes, elevando o número de mortos para 646. Foram 57.491 casos ativos (360 na fronteira e 57.131 na comunidade).[96]
- Singapura registrou 3.025 novos casos, elevando o total para 1.177.415. Duas novas mortes foram relatadas, elevando o número de mortos para 1.324.[97]

### 23 de abril
- A Malásia registrou 5.624 novos casos, elevando o total para 4.427.067. Foram 10.041 recuperações, elevando o total para 4.310.599. Houve nove mortes, elevando o número de mortos para 35.491.[98]
- A Nova Zelândia registrou 7.985 novos casos, elevando o total para 878.575. Foram 5.796 recuperações, elevando o total para 818.286. Houve 17 mortes, elevando o número de mortos para 665. Foram 59.662 casos ativos (364 na fronteira e 59.298 na comunidade).[99]
- Singapura registrou 2.709 novos casos, elevando o total para 1.180.124. Uma nova morte foi relatada, elevando o número de mortos para 1.325.[100]

### 24 de abril
- As Ilhas Cook relataram sua primeira morte. O país confirmou um total de 4.727 casos até agora.[101]
- A Malásia registrou 4.006 novos casos, elevando o total para 4.431.073. Foram 10.223 recuperações, elevando o total para 4.320.822. Oito mortes foram relatadas, elevando o número de mortos para 35.499.[102]
- A Nova Zelândia registrou 5.706 casos ativos, elevando o total para 884.289. Foram 5.986 recuperações, elevando o total para 824.272. Houve nove mortes, elevando o número de mortos para 674. Foram 59.381 casos ativos (367 na fronteira e 59.014 na comunidade).[103]
- Singapura registrou 2.044 novos casos, elevando o total para 1.182.168.[104]

### 25 de abril
- O Canadá registrou 7.204 novos casos, elevando o total para 3.714.127.[105]
- A Malásia registrou 2.478 novos casos, elevando o total para 4.433.551. Foram 9.215 recuperações, elevando o total para 4.330.037. Houve oito mortes, elevando o número de mortos para 35.507.[106]
- A Nova Zelândia registrou 5.747 novos casos, elevando o total para 890.039. Foram 6.285 recuperações, elevando o total para 830.557. Houve oito mortes, elevando o número de mortos para 683. Foram 58.838 casos ativos (385 na fronteira e 58.453 na comunidade).[107]
- Singapura registrou 2.058 novos casos, elevando o total para 1.184.226. Seis novas mortes foram relatadas, elevando o número de mortos para 1.331.[108]

### 26 de abril
- O Canadá registrou 7.240 novos casos, elevando o total para 3.714.127.[109]
- A Malásia registrou 3.361 novos casos, elevando o total para 4.436.912. Foram 9.484 recuperações, elevando o total para 4.339.521. Houve 13 mortes, elevando o número de mortos para 35.520.[110]
- A Nova Zelândia registrou 6.442 novos casos, elevando o total para 896.495. Foram 8.306 recuperações, elevando o total para 838.863. Houve 5 mortes, elevando o número de mortos para 687. Foram 56.983 casos ativos (413 na fronteira e 56.570 na comunidade).[111]
- Singapura registrou 3.688 novos casos, elevando o total para 1.187.914. Duas novas mortes foram relatadas, elevando o número de mortos para 1.333.[112]
- A Coreia do Sul registrou 80.361 novos casos diários, superando 17 milhões de casos relativos e elevando o total para 17.009.839.[113]

### 27 de abril
Relatório Semanal da OMS:
- O Canadá registrou 5.068 novos casos, elevando o total para 3.719.195.[115]
- A Malásia registrou 3.471 novos casos, elevando o total para 4.440.383. Foram 6.900 recuperações, elevando o total para 4.346.421. Houve seis mortes, elevando o número de mortos para 35.526.[116]
- A Nova Zelândia registrou 9.904 novos casos, elevando o total para 906.397. Foram 11.272 recuperações, elevando o total para 850.135. Houve 22 mortes, elevando o número de mortos para 710. Foram 55.591 casos ativos (427 na fronteira e 55.164 na comunidade).[117]
- Singapura registrou 2.646 novos casos, elevando o total para 1.190.560. Uma nova morte foi relatada, elevando o número de mortos para 1.334.[118]
- O Reino Unido ultrapassa 22 milhões de casos. [119]

### 28 de abril
- O Canadá registrou 15.346 novos casos, elevando o total para 3.741.119.[120]
- A Malásia registrou 2.935 novos casos, elevando o total para 4.443.318. Foram 7.585 recuperações, elevando o total para 4.354.006. Houve 10 mortes, elevando o número de mortos para 35.536.[121]
- A Nova Zelândia registrou 9.127 novos casos, elevando o total para 915.522. Foram 10.349 recuperações, elevando o total para 860.484. Houve 12 mortes, elevando o número de mortos para 723. Foram 54.355 casos ativos (441 na fronteira e 53.914 na comunidade).[122]
- Singapura registrou 2.690 novos casos, elevando o total para 1.193.250.[123]
- Ozzy Osbourne testou positivo para a COVID-19.[124]

### 29 de abril
- O Canadá registrou 5.165 novos casos, elevando o total para 3.746.284.[125]
- A Malásia registrou 2.579 novos casos, elevando o total para 4.445.897. Foram 6.055 recuperações, elevando o total para 4.360.061. Houve seis mortes, elevando o número de mortos para 35.542.[126]
- A Nova Zelândia registrou 8.316 novos casos, elevando o total para 923.847. Foram 9.438 recuperações, elevando o total para 869.922. Houve 13 mortes, elevando o número de mortos para 737. Foram 53.229 casos ativos (462 na fronteira e 52.767 na comunidade).[127]
- Singapura confirmou 2 novos casos da subvariante Omicron BA.2.12.1.[128] Ao mesmo tempo, foram notificados 2.517 novos casos, elevando o total para 1.195.767.[129]

### 30 de abril
- O Canadá registrou 2.799 novos casos, elevando o total para 3.749.083.[130]
- A Malásia registrou 2.107 novos casos, elevando o número total para 4.448.004. São 6.890 recuperações, elevando o número total de recuperações para 4.366.951. Há cinco mortes, elevando o número de mortos para 35.547.[131]
- A Nova Zelândia registrou 7.119 novos casos, elevando o total para 930.969. Foram 7.966 recuperações, elevando o total para 877.888. Houve seis mortes, elevando o número de mortos para 744. Foram 52.379 casos ativos (490 na fronteira e 51.889 na comunidade).[132]
- Singapura registrou 2.141 novos casos, elevando o número total para 1.197.908. Uma nova morte foi relatada, elevando o número de mortos para 1.335.[133]